# 江戶人
江戶人（日語：江戸っ子、えどっこ、江戸っ児，另譯：江戶之子）是日本的一個詞，用來指在德川時代江戶出生和長大的居民，通常指具有特定精神的人。

## 概要
江戶時代初期，隨著日比谷灣的填海，在江戶城和武家屋敷周圍修建了惣構(日語：そうがまえ，指廣闊的城堡或堡壘的最外層圍牆)，江戶發展成為被稱為「大江戶八百八町」的大都市，日本近代早期的主要城市之一。 隨著武家創建城市，每個城鎮因其地理位置而繁榮了商業和工業，並在每個城鎮建立了具有江戶文化氣質的城市居民（町人），具有這種氣質的江戶平民被稱為「江戶人」，以民謠《佃節》中『熱情的深川、瀟灑的神田』(日語：意気な深川、いなせな神田)為代表。

### 成立
關於江戶居民的稱呼，古時被稱為「江戶物」(江戸もの)，「江戶人」這個詞在明和時代之前並沒有出現過。文獻上最古老的作品，被認為是在明和8年(1771年)創作的川柳「江戶人穿著草鞋真可笑」（江戸ッ子のわらんじをはくらんがしさ）。另外，寬政9年(1797年)發行的灑落本(關於紅燈區生活的江戶時代先進中篇小說)『廓通遊子』可以看到江戶人這個詞。文化文正年間自稱「江戶人」的人越來越多。那時候，江戶人已被描述為「淺薄、魯莽、好鬥(喧嘩)」。
浜田義一郎、石母田俊、西山松之助等人認為江戶人的成形始於明和年間。而三田村鳶魚、竹內誠、川崎房五郎則認為是在文化文政年間形成。此外，西山認為江戶人的概念源流可追溯至寶暦年間的紀伊國屋文左衛門、奈良屋茂左衛門，那時有些富商在遊郭中競相做出名為「男伊達」(日語：おとこだて，指打著俠義做事的痞子)的行為。
江戶時代成為日本近代早期的主要城市之一，發展為武家的城鎮，同時也衍生出了具有自己獨特文化和氣質的江戶平民（城市居民）。

## 江戶人的概念
許多研究者認為江戶人的性格特點包括:「愛面子」、「魯莽自負」、「好鬥」、「生活浮淺輕率」、「自我中心」等。此外，也流傳著「要三代在江戶出生才算真正的江戶人」這樣的概念。描繪江戶人性格的諺語有：「江戶人如五月之鯉」、「江戶人存不到明天的錢」等，表現出他們對於金錢觀淡薄的一面。現代所描繪的江戶人典型形象則是：「金錢觀淡薄，不拘小節，任性易怒好鬥，擅長插科打諢但討論能力不強，富有人情味且易動感情，充滿正義感」，也有人稱之為「性急易燥」等等，統稱為「江戶人氣質」（江戸っ子気質，えどっこかたぎ）。
研究江戶人的先驅三田村鳶魚認為，所謂的「江戶人」與住在大街上的町人不同，他們更多是住在小巷弄的火消、武家奉公人、泥水匠和木匠等日工為江戶人的代表。三田村認為，像《東海道中膝栗毛》和《浮世床》等作品中對江戶人的嘲諷，源於這些「江戶人」大多是未受教育的文盲。三田村指出，隨著幕末的經濟衰退，這些江戶人逐漸消失。
昭和55年(1980年)撰寫《江戶人》的西山松之助研究了江戶時代撰寫的有關江戶人的書籍，並將江戶人分為「自稱江戶人」(日語：自稱江戸っ子)和「真正的江戶人」(日語：本格の江戸っ子)。根據這些說法，真正的江戶人形象應該是：「出生於德川將軍家所在地江戶」、「不存儲過夜的錢」、「曾受乳母撐陽傘照顧的高級町人」、「喜愛市川團十郎，注重『儀態』和『品味』來磨練男子氣概的有趣人物」。而「好鬥」(日語：喧嘩っ早い)等性格特點，只是江戶人的形態或相反。
天明期戲作家山東京傳對這類江戶人進行誇張描寫，在作品中塑造自稱「江戶人」的人物形象。京傳在1787年(天明7年)出版的《通言總籬》一書中，生動描繪自負而又毫無成就的江戶人，引發了廣泛的迴響和後續的仿效作品。在《通言總籬》中，記載了以下這樣的江戶人自白：
盯著金色的鯱，用水道水洗沐浴，生於大元帥所在的江戶，吃著拜搗的米，靠乳母撐著遮陽傘長大，對金銀的細螺毫不在意，即使是陸奧山也視為低微，只要在吉原本田之間擺弄，連安房上總都與我相近，隅水(隅田川)的銀魚(鮊)我也不屑一顧，丟下本町的角屋擅闖大門，就是我等江戶人的根性本色，從日本橋正中心散發出來的...（後略）——山東京傳『通言總籬』，
然而，由於寬政改革，這些作品因反體製而受到壓制。 另一方面,天明期戲作支持者中的魚問屋和札差，也對「江戶人」這個概念懷有自豪感,並將其一代代傳承下去。另外，西山認為，在文化文政時期，下層町民開始參與文化活動，並開始透過自稱「江戶人」來維護自己的地位。

## 近代與現代文化中的「江戶人」

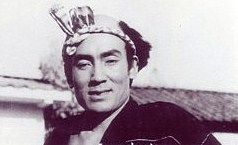
大友柳太郎飾演一心太助。『發表天下意見的男子』(日語：天下の御意見番を意見する男)（1947、大映）

自明治時代以來，江戶落語、講談和電影中都描繪了江戶人。這個時期廣為人知的代表性江戶人形象就是一心太助，他在電影和電視節目中廣為人知。在江戶落語中,「江戶人」被描述為：「信奉山王權現、神田明神的教徒(氏子、檀家)」、「出生於古町」、「三代都在江戶下町生活的町人」等。像是《粗忽長屋》、《大山詣》(日語：大山詣り)、《小娘》(日語：たらちね)等落語作品，都有江戶人的人物登場。「熊五郎、八五郎(熊さん・八っつぁん)」就是這類江戶落語中，代表性的「住在長屋的江戶人」角色。
在小說中，夏目漱石的主角「少爺」被描繪成一個以自己是江戶人為榮的人。此外，還有電視劇/電影《男人真命苦》的主角車寅次郎、漫畫《葛飾區龜有公園前派出所》的兩津勘吉、《猛烈阿太郎》的阿太郎等被稱為江戶人的角色。
下町出身的北野武經常扮演像是江戶人的角色，像是鬼瓦權造(日語：鬼瓦権造)和火藥田頓(日語：火薬田ドン)等角色，就是這種典型的江戶人。在當時正值吉本漫才風行，大家都模仿上方語(日語：上方言葉，指江戶時代京都和大阪使用的方言)的說話方式的情況下，北野武特意堅持使用江戶腔調。不僅是在舊江戶地區，他也讓全國更廣泛地認識到江戶人的特質。

## 身為現代居民的江戶人
從江戶時代起就居住在此地的人，和明治東京改名後才陸續遷來的人，有時會被區分稱為「東京之子」(日語：東京っ子，とうきょうっこ)。大致上，在東京舊市區內的各地區，人們傾向於用「(地區名)之子」(（地域名）っ子)的稱呼，來指稱同一地區代代居住的人(如神田之子、下谷之子、本所之子、深川之子等)。
有時會用「ちゃきちゃきの～」這個詞來描述他們，這意味著「真正的江戶人」的強調。這個詞源自於「嫡嫡」，指長子中的長子，後來演變成這種口語。
隨著東京一極集中，日本全國14歲以下的兒童人數持續減少，但東京都卻是例外，數量持續增加。到2019年(平成31/令和元年)現在，每10個人就有1個東京人。

## 關連項目
- 江戶・江戶時代・江戶前・江戶料理
- 上方

## 腳注
1. ↑  日本國語大辭典、小學館。
2. 1 2  田中克佳 2003，第143頁.
3. 1 2  田中克佳 2003，第137頁.
4. ↑  田中克佳 2003，第138頁.
5. 1 2  田中克佳 2003，第144頁.
6. ↑  田中克佳 2003，第139頁.
7. ↑  江戶人如五月之鯉 （页面存档备份，存于） -コトバンク
8. ↑  田中克佳 2003，第136頁.
9. ↑  田中克佳 2003，第138-139,147頁.
10. ↑  田中克佳 2003，第140頁.
11. ↑  田中克佳 2003，第142-143頁.
12. ↑  用杵碾的精米
13. ↑  一種螺貝
14. ↑  田中克佳 2003，第147頁.
15. ↑  田中克佳 2003，第144-145頁.
16. ↑  田中克佳 2003，第146頁.
17. ↑  香取久三子 & 2003 134.
18. ↑  「雖然不太明白原因,但我絕對不會輸掉。就這樣隨便了事是不行的,那關係到我的面子。被說江戶人沒有氣魄，這真是令人遺憾。」少爺 （页面存档备份，存于）-  青空文庫
19. ↑  北野武在All Night Nippon中和高田文夫的對話